# Alpes Cárnicos y del Gail
Los Alpes Cárnicos y del Gail (en italiano, Alpi Carniche e della Gail) son una sección del gran sector Alpes del sudeste, según la clasificación SOIUSA. Su pico más alto es el Coglians, con 2.780 m. 
Se extienden por Austria (Carintia y Tirol) y por Italia (región de Friul-Venecia Julia y, parcialmente, las regiones del Véneto y del Trentino-Alto Adigio).